# 858

## Nașteri
- Al-Battani, matematician, astronom și astrolog arab (d. 929)
- Al-Hallaj, mistic musulman, poet și propovăduitor (d. 922)

## Decese
- 13 februarie: Kenneth I (Kenneth Mac Alpin), rege al Scoției (n. 810)